# Fonte de Aroche

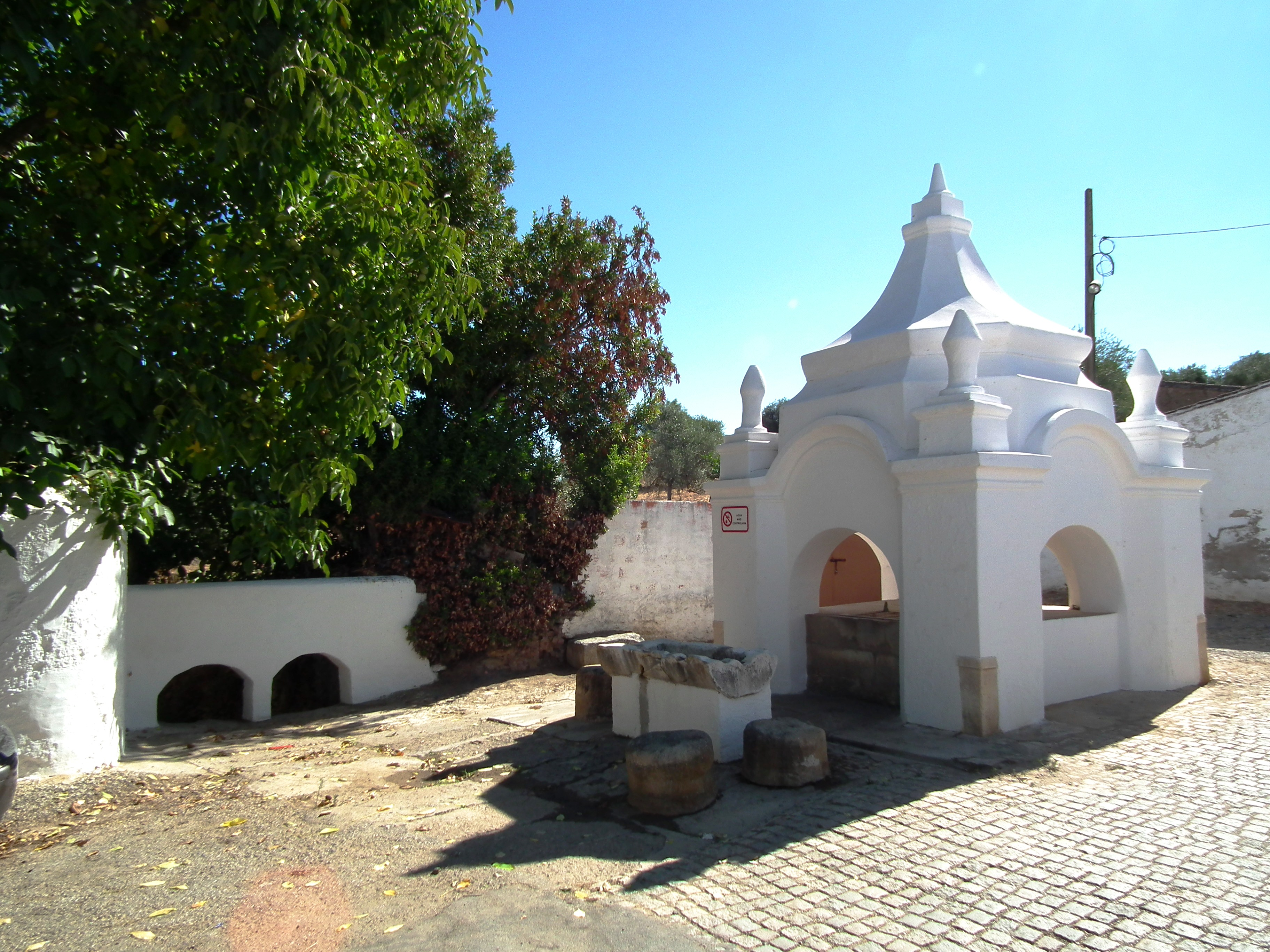
Fonte de Aroche vista de norte.

A Fonte de Aroche é um poço situado na aldeia de Santo Aleixo da Restauração. As "Memórias Paroquiais" referem que fora construída a mando do rei D.Dinis. Este poço é singular não só pela sua água ter sido levada para o consumo do rei D.Carlos em Vila Viçosa, e alguns arcebispos de Évora, como também pelo facto de ser coberto por uma abobada semelhante a da Igreja dessa mesma aldeia.
Tem o nome de "Aroche" pelo facto de estar situada junto a estrada com direcção a aldeia espanhola de Aroche.